# Вінтон Келлі
Ві́нтон Чарльз Ке́ллі (англ. Wynton Charles Kelly; 2 грудня 1931, Ямайка — 12 квітня 1971, Торонто, Канада) — американський джазовий піаніст. Відомий з кінця 1950-х років як учасник ансамблю Майлза Девіса.

## Біографія
Народився 2 грудня 1931 року у родині вихідців з Ямайки. У 4 роки почав самостійно вчитися грати на фортепіано, музичну теорію вивчав в Середній школі музики і мистецтва та професійній школі Метрополітен міста Нью-Йорку. З 12 років виступав у складі ритм-енд-блюзових гуртів і грав на органі в місцевих церквах.
Джазовий досвід здобув, коли почав працювати з Гелом Сінгером, Едді «Локджо» Девісом і акомпанувати упродовж двох років (1951—1953) Діні Вашингтон. Співпрацював з Діззі Гіллеспі, Лестером Янгом і Чарльзом Мінгусом. В 1959–1963 входив до ансамблю Майлза Девіса (Келлі взяв участь у записі альбомів Kind of Blue, On Green Dolphin Street, Someday My Prince Will Come, Miles Davis at Carnegy Hall). Девіс дуже високо цінував Келлі і вважав його яскравим акомпаніатором. Водночас виступав з квартетом Кеннонболла Еддерлі, Полом Чемберсом, Вейном Шортером, Джоном Колтрейном і Весом Монтгомері.
У 1963 році залишив колектив Девіса і створив власне тріо з Полом Чемберсом і Джиммі Коббом. Записав декілька альбомів (в тому числі з Весом Монтгомері і Джо Гендерсоном), успішно виступав на фестивалях і концертних майданчиках. Вони працювали разом до 1969 року — до самої смерті Чемберса.
Помер 12 квітня 1971 року від епілептичного приступу у віці 39 років в Торонто, куди він прибув для концертного виступу.

## Дискографія
- Piano Interpretations (Blue Note, 1951)
- Piano (Riverside, 1958)
- Kelly Blue (Riverside, 1959)
- Kelly Great (Vee-Jay, 1960)
- Kelly at Midnite (Vee-Jay, 1960)
- Wynton Kelly (Vee-Jay, 1961)
- It's All Right (Verve, 1964)
- Undiluted (Verve, 1965)
- Smokin' at The Half Note (Verve, 1965) з Весом Монтгомері
- Wynton Kelly and George Coleman In Concert (Vee-Jay, 1968)